# We're an American Band
We're an American Band je sedmé studiové album americké skupiny Grand Funk Railroad, vydané v červenci 1973 na značce Capitol Records. Album produkoval Todd Rundgren a bylo prvním, na kterém se objevil Craig Frost jako plnoprávný člen skupiny.

## Seznam stop
1. "We're an American Band" (Brewer) – 3:27
2. "Stop Lookin' Back" (Brewer/Farner) – 4:52
3. "Creepin'" (Farner) – 7:02
4. "Black Licorice" (Brewer/Farner) – 4:45
5. "The Railroad" (Farner) – 6:12
6. "Ain't Got Nobody" (Brewer/Farner) – 4:26
7. "Walk Like a Man" (Brewer/Farner) – 4:05
8. "Loneliest Rider" (Farner) – 5:17

bonusy na reedici z roku 2002:
1. "Hooray" (Brewer/Farner) – 4:05
2. "The End" (Brewer/Farner) – 4:11
3. "Stop Lookin' Back (Acoustic Mix)" (Brewer/Farner) – 3:04
4. "We're an American Band [2002 Remix]" (Brewer) – 3:32

## Obsazení
- Mark Farner – kytara, zpěv
- Don Brewer – bicí, zpěv
- Mel Schacher – baskytara
- Craig Frost – klávesy